# Kindfrau

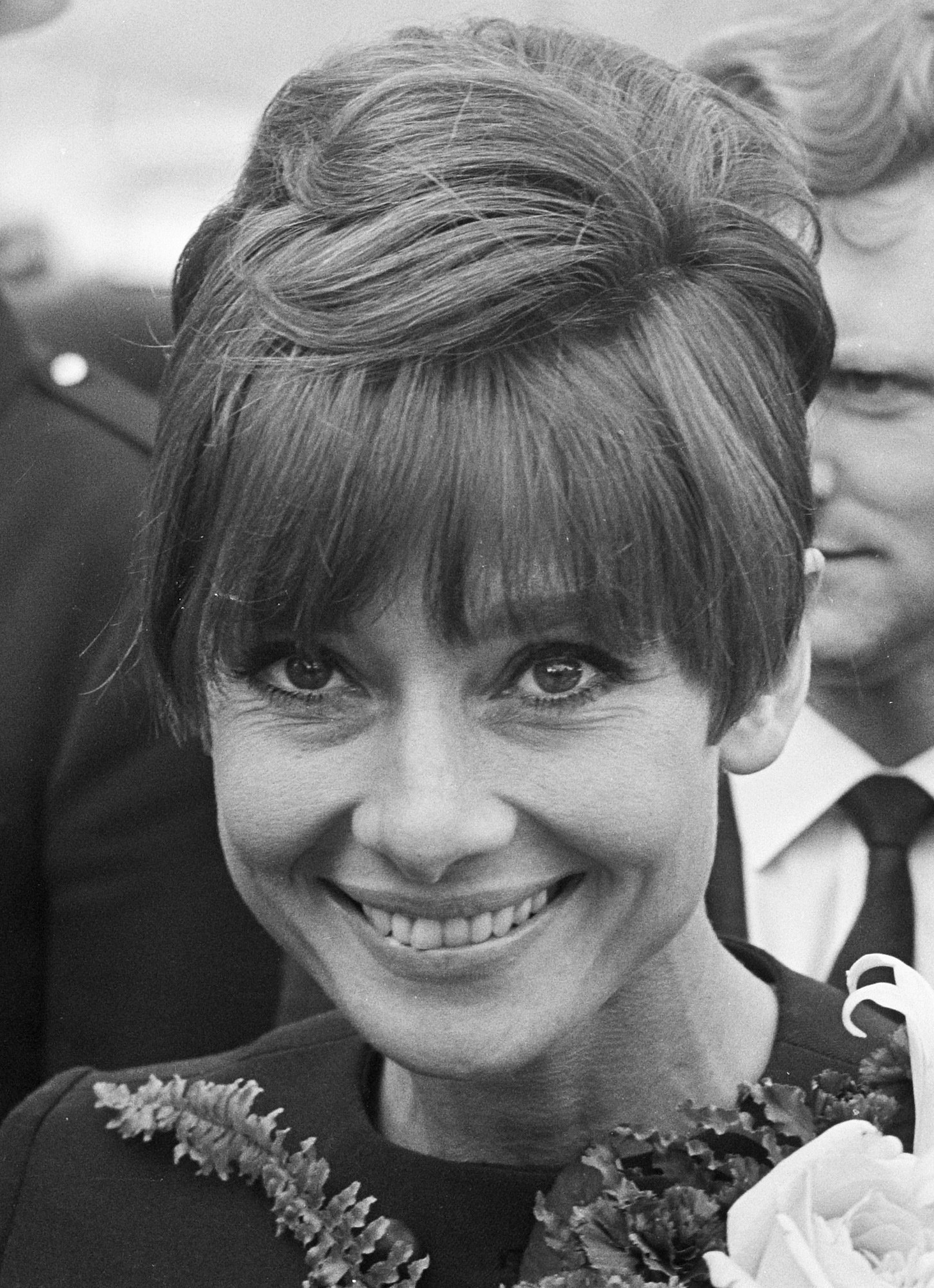
Viele Filmhistoriker sind sich darüber einig, dass Audrey Hepburn in den meisten ihrer Rollen Kindfrauen verkörpert hat

Die Kindfrau (französisch femme-enfant) ist eine Frauenfigur in Kunst, Film und Literatur, die zwar kein Kind mehr ist, an der sich aber charakteristische Merkmale von Kindlichkeit aufweisen lassen. Während die ostentative Kindlichkeit in manchen Fällen verführt, dient sie in anderen im Gegenteil der Entsexualisierung – insbesondere, um einem gefährdeten, z. B. von einer Femme fatale verführten männlichen Protagonisten eine geschwisterähnliche Bindung bieten zu können.
Ein Beispiel für eine verführerische Kindfrau ist Lulu in Frank Wedekinds Erdgeist, während Thomas Mann mit Imma Spoelmann in Königliche Hoheit ein Beispiel für eine betont asexuelle und unbedrohliche Kindfrau geschaffen hat.
Die österreichische Erziehungswissenschaftlerin Andrea Bramberger, von der die bis heute wichtigste Monografie zum Thema stammt, schrieb im Vorwort:

„KindFrauen sind weibliche Wesen, die verführerisch und unschuldig, erwachsen und kindlich zugleich sind. Als solche existieren sie nicht genuin, sondern ausschließlich als Projektionen des Begehrens jener Männer, die sie als KindFrauen ersinnen, ersehnen und erschaffen. Sie sind Kunstfiguren, an denen sich Vorstellungen von Weiblichkeit und Kindlichkeit übereinander legen.“

Die Kindfrau ist meist eine liebenswerte Figur, deren Anziehungskraft darin besteht, dass sie neben manchen kindlichen Eigenschaften auch den Charme eines Kindes hat: Sie besitzt eine gewisse Reinheit und Unschuld, sie ist emotional (also wenig steif und selbstbeherrscht), spontan, freudvoll, unverblümt, ehrlich, verspielt und spitzbübisch.

## Begriffsabgrenzung
Eine fiktionale Figur, von der die Kindfrau unterschieden werden muss, ist die Lolita. Während die Kindfrau eine Erwachsene ist, die als kindlich wahrgenommene Züge aufweist, bezeichnet der Ausdruck „Lolita“ umgekehrt ein weibliches Kind, das stark verfrüht als verführerisch wahrgenommen wird. Der Begriff Lolita hat seinen Ursprung im 1955 erschienenen gleichnamigen Roman von Vladimir Nabokov, in dem sich der pädophile Protagonist in die 12-jährige Lolita verliebt. Ironischerweise ist diese namengebende Figur gerade keine Lolita-Figur, denn Nabokov lässt nur den unzuverlässigen Erzähler in ihr sexuelle Provokation sehen, während sich für die Leser im Handlungsverlauf klar herausstellt, dass Lolita ein missverstandenes und missbrauchtes Kind ist. Ein einschlägigeres Beispiel bilden die Lolicon-Figuren in japanischen Hentai, Anime und Manga.
Ein zweites kulturelles Stereotyp, von dem die Kindfrau unterschieden werden muss, ist der „Bimbo“: eine einfältige Frauenfigur mit Sex-Appeal. Beispiele wie die Charaktere, die Marilyn Monroe gespielt hat, zeigen allerdings, dass der Übergang zwischen beiden Typen unklar, fließend oder von der Wahrnehmung des Betrachters abhängig sein kann.
Wie sich an literarischen Arbeiten wie Gerhart Hauptmanns Novelle Der Ketzer von Soana (1918) und Marguerite Duras’ Roman Der Liebhaber (1984) oder an Filmen wie Die blaue Lagune (USA, 1980) zeigen lässt, genügt keineswegs jede adoleszente weibliche Figur, die sexuell aktiv ist oder als Liebesinteresse einer anderen Figur dargestellt wird, den Definitionskriterien für eine Lolita-Figur oder eine Kindfrau.
Charakteristisch für Kindfrau-Figuren im Sinne oder oben genannten Definition ist, dass ihre Kindlichkeit und Naivität in dem literarischen oder filmischen Werk, in dem sie erscheinen, nicht kritisch hinterfragt wird. Zu unterscheiden sind Kindfrauen insofern auch von Figuren wie Henrik Ibsens Nora (1879),  Theodor Fontanes Effi Briest (1894/1895) oder Baby Doll Meighan in Elia Kazans Tennessee-Williams-Adaption Baby Doll (USA, 1956). Diese Arbeiten feiern nicht die Niedlichkeit oder den Sex-Appeal ihrer Titelfigur, sondern arbeiten die Tragik der Verzögerung ihrer Reife heraus und werben für Empathie mit der missverstandenen, missbrauchten jungen Frau.

## Wortgeschichte
Bei Alphonse Daudet ist bereits 1879 der Ausdruck femme-enfant belegt, der eine heiratsfähige Frau bezeichnet, bei der noch kindliche Züge erhalten sind.
Der spanische surrealistische Maler Salvador Dalí hat von 1929 bis 1932 mehrere Gemälde mit dem Titel La memoria de la mujer-niña gefertigt.
Grimms Wörterbuch (1838–1852) kennt das deutsche Wort „Kindfrau“ in den zwei Bedeutungen einer Kinderfrau und einer Hebamme. Mindestens bis in die Zwischenkriegszeit war es im deutschen Sprachraum nur in diesen Bedeutungen gebräuchlich. Als Bezeichnung für eine erwachsene Frau mit kindlicher Anmutung lässt das Wort sich im Deutschen spätestens seit den 1960er Jahren nachweisen, und zwar zunächst vor allem in literaturwissenschaftlichen Zusammenhängen. In der auf Zeitungsdaten basierenden Statistik des Digitalen Wörterbuchs der deutschen Sprache erscheint das Wort erstmals im Jahre 1955, erreicht seine stärkste Verbreitung 1996 und ist seitdem wieder auf das vergleichsweise niedrigen Niveau der frühen 1970er Jahre gesunken.
In den Duden wurde das Wort erst spät aufgenommen; 2009 findet man den Begriff Kindfrau ohne Erklärung neben den Berufsbezeichnungen Kinderfrau und Kinderfräulein. Das Große Wörterbuch der deutschen Sprache des Dudenverlags nennt 1999 zwei Bedeutungen des Femininums Kindfrau: „1. Mädchen, das zugleich unschuldig und raffiniert, naiv und verführerisch wirkt“ und „2. junge, jüngere Frau, die noch sehr kindlich wirkt, in Denken und Handeln unselbstständig ist“.
Mitunter findet sich auch der Begriff Mädchenfrau.
Im Englischen lässt der Begriff child-woman sich spätestens in den 1990er Jahren nachweisen.

## Filmgeschichte der Kindfrau

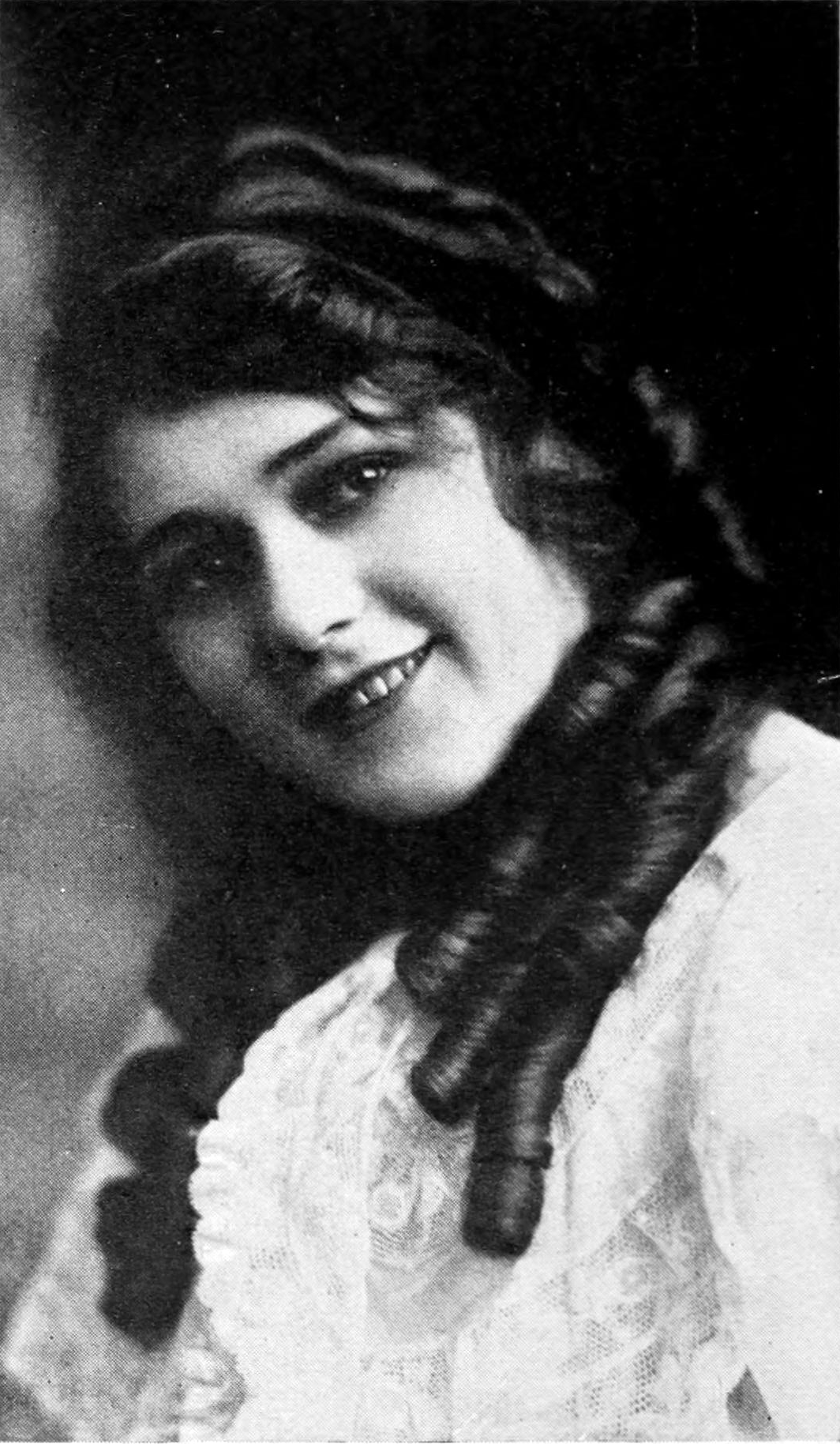
Mary Pickford (1927)